# تيبريوس الثالث
تيبريوس الثالث (باليونانية: Τιβέριος، وبالرومنة: Tiberios، وباللاتينية: Tiberius Augustus) كان الإمبراطور البيزنطي منذ 15 فبراير 698 وحتى 10 يوليو أو 21 أغسطس عام 705 م. لا يُعرف سوى القليل عن حياته المبكرة، بخلاف أنه كان دُرُنجارًا، وهو قائد من الرتب المتوسطة، لثيمة السيبورايتس، وأن اسم ولادته كان أبسيمار. في عام 696، كان تيبريوس جزءًا من جيش بقيادة يوحنا البطريق أرسله الإمبراطور البيزنطي ليونتيوس لاستعادة قرطاج في إكسرخسية أفريقيا، التي استولى عليها الأمويون العرب. بعد الاستيلاء على المدينة، صُدَّ هذا الجيش من خلال تعزيزات الأمويين وتراجع إلى جزيرة كريت. قتل بعض الضباط يوحنا خوفًا من غضب ليونتيوس، وأعلنوا تيبريوس إمبراطورًا. جمع تيبريوس أسطولًا بسرعة وأبحر إلى القسطنطينية وأطاح بليونتيوس. لم يحاول تيبريوس استعادة أفريقيا البيزنطية من الأمويين، لكنه شن حملة ضدهم على طول الحدود الشرقية مع نسبة من النجاح. في عام 705، قاد الإمبراطور السابق جستنيان الثاني، الذي كان قد خُلِع من قبل ليونتيوس، جيشًا من السلاف والبلغار إلى القسطنطينية، وبعد دخوله سرًا، أطاح بتيبريوس. هرب تيبريوس إلى بيثينيا، لكنه أُسِرَ بعد عدة أشهر وقُطِعت رأسه في الفترة ما بين أغسطس 705 وفبراير 706. أُلقيت جثته في البحر في البداية، لكنها انتُشِلَت بعد ذلك ودُفِنَت لاحقًا في كنيسة في جزيرة بروتي.

## التاريخ
لا يُعرف سوى القليل عن تيبريوس قبل حكم الإمبراطور البيزنطي ليونتيوس (695-698)، باستثناء أنه كان جرمانيًا، كما يتضح من اسم ولادته الجرماني، أبسيمار، وكان دُرُنجارًا (قائدًا لنحو ألف رجل) لثيمة السيبورايتس، وهي مقاطعة عسكرية في جنوب الأناضول. يذكر مؤرخ التاريخ البيزنطي والتر كيجي أن تيبريوس كانت لديه بعض الانتصارات غير المحددة على السلاف في البلقان خلال مسيرته العسكرية المبكرة، والتي منحته درجة من الشعبية.
ابتداءً من عام 680 بعد الميلاد، اندلعت حرب أهلية تُعرف باسم الفتنة الثانية في الخلافة الأموية الإسلامية، والتي كانت المنافس الرئيسي للإمبراطورية البيزنطية. أتاحت الحرب الأهلية في الخلافة الأموية فرصة للإمبراطورية البيزنطية لمهاجمة منافستها الضعيفة، وفي عام 686، أرسل الإمبراطور جستنيان الثاني ليونتيوس لغزو الأراضي الأموية في أرمينيا وإيبريا، حيث شن حملة ناجحة قبل قيادة القوات في أذربيجان وألبانيا القوقازية، وقد جمع ليونتيوس غنائم خلال هذه الحملات. أجبرت حملات ليونتيوس الناجحة الخليفة الأموي، عبد الملك بن مروان، على عقد السلام عام 688، والموافقة على تقديم جزء من الضرائب من الأراضي الأموية في أرمينيا وإيبريا وقبرص، وتجديد معاهدة موقعة بالأساس في عهد قسطنطين الرابع، موفرًا إتاوة أسبوعية من 1000 قطعة من الذهب، وحصانًا واحدًا، وعبدًا واحدًا.
جدد جستنيان غزوه للخلافة عام 692، وشعر أنها لا تزال في وضع ضعيف، لكنه صُدَّ في معركة سبياستوبولس، حيث انشق عدد كبير من السلاف إلى الأمويين، ما ضمن هزيمة البيزنطيين. بعد ذلك، جدد الأمويون غزوهم لشمال أفريقيا، بهدف الاستيلاء على مدينة قرطاج في إكسرخسية أفريقيا. ألقى جستنيان باللوم على ليونتيوس في هذه الهزائم، وأمر بسجنه. بعد انتكاسات أخرى في الحرب، أطلق جستنيان سراح ليونتيوس عام 695، على أمل أن يتمكن من قلب مجرى الحرب ومنع قرطاج من الوقوع في أيدي الأمويين، ولكن بمجرد إطلاق سراحه، استولى ليونتيوس على العرش البيزنطي، ونُفيَ جستنيان إلى خيرسون، إحدى الأراضي المستحاطة في شبه جزيرة القرم، بعد أن قُطِعَت أنفه.

في عام 696، جدد الأمويون هجومهم على إكسرخسية أفريقيا البيزنطية، وركزوا على الاستيلاء على مدينة قرطاج، وتمكنوا من الاستيلاء عليها في عام 697. أرسل ليونتيوس يوحنا البطريق مع جيش في مهمة لاستعادة المدينة، والتي تمكن يوحنا من إتمامها بعد شن هجوم مفاجئ على ميناء المدينة. على الرغم من هذا النجاح المبدئي، استعادت قوات التعزيزات الأموية المدينة بسرعة، ما اضطر يوحنا إلى التراجع إلى جزيرة كريت لإعادة تجميع صفوفه. لجأ مجموعة من الضباط الذين كانوا يخشون غضب ليونتيوس بسبب فشلهم في استعادة قرطاج إلى قتل يوحنا، وأعلنوا أبسيمار، الذي أخذ اسم تيبريوس كاسمه الملكي، إمبراطورًا. جمع تيبريوس أسطولًا وتحالف مع الفصيل الأخضر (أحد فصائل الهيبودروم) قبل الإبحار إلى القسطنطينية، والتي كانت تعاني من تفشي الطاعون الدبلي. هبط تيبريوس مع قواته في ميناء سيكاي على شبه جزيرة القرن الذهبي، ثم شرعوا في فرض حصار على المدينة. بعد ما يقارب ستة أشهر من الحصار، في 15 فبراير 698، فُتِحَت أبواب القسطنطينية لقوات تيبريوس من قبل أعضاء الفصيل الأخضر، ما سمح لتيبريوس بالاستيلاء على المدينة والإطاحة بليونتيوس، ومع ذلك، لم يمنع هذا الاستسلام قوات تيبريوس من نهب المدينة. أمر تيبريوس بقطع أنف ليونتيوس، وأرسله للعيش في دير ساماثيون في القسطنطينية. وفقًا لما ذكره المؤرخ ميخائيل السرياني، مستشهدًا بمصدر سرياني معاصر لم يكشف عن اسمه، فإن تيبريوس برر انقلابه بقوله:
تمامًا مثلما حُرِم جستنيان الثاني، بسبب سوء إدارته للإمبراطورية الرومانية، بالأخص لنهب قبرص وكسر السلام مع العرب، وبالتالي تخريب العديد من الأراضي الرومانية، وغيرها من هذه الأشياء، من الحكم؛ فمثله كان ليونتيوس، على الرغم من أنه تُوِّجَ لكونه واحدًا من الرجال العظماء، فقد أُخرِجَ لوقوعه في حماقة مماثلة.